# Guriševci
Guriševci (cyr. Гуришевци) – wieś w Serbii, w okręgu szumadijskim, w gminie Topola. W 2011 roku liczyła 126 mieszkańców.